# جدایی مسکو-قسطنطنیه ۲۰۱۸
جدایی بین کلیسای ارتدکس روسیه (ROC، همچنین به عنوان پاتریارسالاری مسکو شناخته می‌شود) و اسقف نشین کلیسای قسطنطنیه در ۱۵ اکتبر ۲۰۱۸، زمانی که اولی به‌طور یکجانبه ارتباط کامل خود را با دومی قطع کرد آغاز شد.
این قطعنامه در پاسخ به تصمیم ۱۱ اکتبر ۲۰۱۸ شورای مقدس کلیسای ایلخانی قسطنطنیه اتخاذ شد که در آن خواست خود را برای واگذاری خودمختاری (استقلال) به کلیسای ارتدکس شرقی در اوکراین در آینده تأیید می‌کرد. در این تصمیم همچنین آمده بود که شورای سپند (مقدس) بی‌درنگ: یک ستاروپژیون در کیف، یعنی یک هیئت کلیسایی که مستقیماً پیرو پدرسالار کلیسایی است، مجدداً برپا کند، "نامه " (مجوز) سال ۱۶۸۶ که به پدرسالار مسکو اجازه داده بود تا متروپولیتن کیف را منصوب کند را لغو کند، و تکفیرهایی را که بر روحانیون و مؤمنان دو کلیسای ارتدوکس شرقی اوکراین که به رسمیت شناخته نشده بودند، تحت تأثیر قرار داده بود را لغو کند. دو کلیسای به رسمیت شناخته نشده، یعنی کلیسای ارتدکس خودگردان اوکراین (UAOC) و کلیسای ارتدوکس اوکراین - پاتریارسالاری کیف (UOC-KP) با کلیسای ارتدکس اوکراین (پتریارسالاری مسکو) (UOC-MP) رقابت می‌کردند و توسط پدرسالار مسکو، و همچنین توسط سایر کلیساهای ارتدکس شرقی «تکفیری» در نظر گرفته می‌شدند.
در تصمیم خود در ۱۵ اکتبر ۲۰۱۸، شورای مقدس کلیسای ارتدکس روسیه، همه اعضای پاتریارسالاری مسکو (اعم از روحانیون و غیر روحانیان) را از شرکت در مراسم عشای ربانی، غسل تعمید و ازدواج در هر کلیسایی که تحت کنترل کلیسای ایلخانی بود منع کرد. پیش از آن، در واکنش به انتصاب دو اگزارش اسقف‌نشین کلیسای اکراین، شورای مقدس اسقف‌نشین مسکو در ۱۴ سپتامبر ۲۰۱۸ تصمیم گرفته بود که شرکت در هر گونه مجامع اسقفی، بحث‌های الهیاتی، کمیسیون‌های چند جانبه و هر گونه مجمع عمومی را که توسط نمایندگان کلیسای ایلخانی ریاست یا اداره می‌شوند، را قطع کند.
این جدایی بخشی از یک درگیری سیاسی گسترده‌تر را در بر می‌گرفت که شامل الحاق کریمه به روسیه در سال ۲۰۱۴ و مداخله نظامی این کشور در اوکراین و همچنین تمایل اوکراین برای پیوستن به اتحادیه اروپا و ناتو است. این جدایی یادآور جدایی مسکو-قسطنطنیه در سال ۱۹۹۶ بر سر حوزه دادگاهی متعارف استونی است که با این حال پس از کمتر از سه ماه حل شد.
در ۲۱ اکتبر ۲۰۱۹، اسقف اعظم ایرونیموس دوم آتن، رئیس کلیسای یونان، نامه ای مسالمت آمیز به اپیفانیوس، رئیس کلیسای ارتدکس اوکراین (OCU، که با اتحاد UOC-KP, UAOC تشکیل شده بود)، فرستاد. این تصمیم توسط کل سلسله مراتب (اسقفان) کلیسای یونان منهای هفت شهرنشین پشتیبانی شد. این تصمیم به این معنی بود که کلیسای یونان OCU را به رسمیت شناخته‌است. ROC قبلاً اعلام کرده بود که ارتباط خود را با هر سلسله مراتب کلیسای یونان که با هر سلسله مراتب OCU وارد ارتباط شود، قطع خواهد کرد. در روز یکشنبه، ۳ نوامبر ۲۰۱۹، پاتریارک کریل مسکو، در مراسم دولوحی، از اسقف کلیسای یونان نامی نبرد و او را از دولوحی حذف کرد. در ۲۶ دسامبر، ROC ارتباط عشایری را با پدرسالار ارتدوکس یونانی اسکندریه، تئودور دوم، قطع کرد و بزرگداشت او را متوقف کرد، زیرا او یک ماه قبل OCU را به رسمیت شناخته بود. در ۲۰ نوامبر ۲۰۲۰، شورای مقدس ROC اعلام کرد که پاتریارک کریل دیگر نمی‌تواند اسقف اعظم کریسوستوموس دوم قبرس را به دلیل بزرگداشت کریسوستوموس از اپیفانیوس در ۲۴ اکتبر ۲۰۲۰ بزرگداشت کند.

## واکنش‌ها
- روسیه: در ۱۲ اکتبر ۲۰۱۸، رئیس‌جمهور روسیه، ولادیمیر پوتین، "نشست عملیاتی با اعضای دائم شورای امنیت" (شورای امنیت روسیه) برگزار کرد که در آن "گستره بزرگی از مسائل سیاست داخلی و خارجی، از جمله به گفته دیمیتری پسکوف، سخنگوی پوتین، وضعیت پیرامون کلیسای ارتدکس روسیه در اوکراین را در بر می‌گرفت.[۱۱] در ۳۱ ژانویه ۲۰۱۹، پوتین در مورد اوکراین اعلام کرد که مقامات روسیه «هر گونه دخالت در امور کلیسا را کاملاً غیرقابل قبول می‌دانند.» پوتین افزود: ما به استقلال امور کلیسا به ویژه در کشور مستقل همسایه احترام گذاشته و خواهیم گذاشت. و با این حال، ما این حق را برای خود محفوظ می‌داریم که پاسخ دهیم و تمام تلاش خود را برای حمایت از حقوق بشر، از جمله حق آزادی مذهب، انجام می‌دهیم.»[۱۲][۱۳]
- اوکراین: رئیس‌جمهور اوکراین، پترو پوروشنکو، مشتاقانه از تصمیم اکتبر قسطنطنیه استقبال کرد،[۱۴] و استقلال کلیسای اوکراین را به عنوان بخشی از درگیری گسترده اوکراین با روسیه و تمایل اوکراین برای ادغام با غرب از طریق پیوستن به اتحادیه اروپا و ناتو معرفی کرد. .[۸][۹][۱۵] در ۲۸ نوامبر ۲۰۱۸، پوروشنکو، رئیس‌جمهور اوکراین اعلام کرد که حادثه تنگه کرچ توسط روسیه تحریک شده‌است تا اوکراین را مجبور به اعلام حکومت نظامی و در نتیجه جلوگیری از دریافت قوانین خودمختاری اوکراین کند.[۱۶][۱۷]
- ایالات متحده: مایک پمپئو، وزیر امور خارجه، از همه طرف‌ها خواست به استقلال «جامعه ارتدوکس اوکراین» احترام بگذارند و «حمایت قوی ایالات متحده از آزادی مذهبی و آزادی اعضای گروه‌های مذهبی» را تکرار کرد.[۱۸]